# Artur Felfner
Artur Felfner, né le 17 octobre 2003, est un athlète ukrainien spécialiste du lancer du javelot.

## Biographie
En 2021, il remporte le titre des championnats d'Europe juniors de Tallinn  avec un lancer à 78,41 m. Il se classe deuxième des championnats du monde juniors de Nairobi derrière le Finlandais Janne Läspä.
Il réalise 83,28 m le 15 mai 2022 à Offenbourg, puis porte son record personnel à 84,32 m le 9 juin 2022 à Šamorín, nouveau record d'Ukraine junior. Ce record le place au quatrième rang des bilans mondiaux tout temps, derrière Keshorn Walcott (Champion Olympique 2012), Zigismunds Sirmais (Champion d'Europe 2016) et Neeraj Chopra (Champion Olympique 2020).
En 2022, il remporte les championnats du monde juniors de Cali avec un lancer à 79,36m.

## Palmarès
| Date | Compétition                      | Lieu    | Résultat | Marque  |
| ---- | -------------------------------- | ------- | -------- | ------- |
| 2021 | Championnats d'Europe juniors    | Tallinn | 1er      | 78,41 m |
| 2021 | Championnats du monde juniors    | Nairobi | 2e       | 76,32 m |
| 2022 | Championnats du monde juniors    | Cali    | 1er      | 79,36 m |
| 2023 | Coupe d'Europe des lancers (U23) | Leiria  | 1er      | 80,09 m |
| 2023 | Jeux européens                   | Chorzów | 3e       | 82,24 m |
| 2023 | Championnats d'Europe espoirs    | Espoo   | 1er      | 83,04 m |
| 2024 | Coupe d'Europe des lancers       | Leiria  | 1er      | 81,89 m |

## Records
| Épreuve           | Marque  | Lieu    | Date        |
| ----------------- | ------- | ------- | ----------- |
| Lancer du javelot | 84,32 m | Šamorín | 9 juin 2022 |